# Werlsee

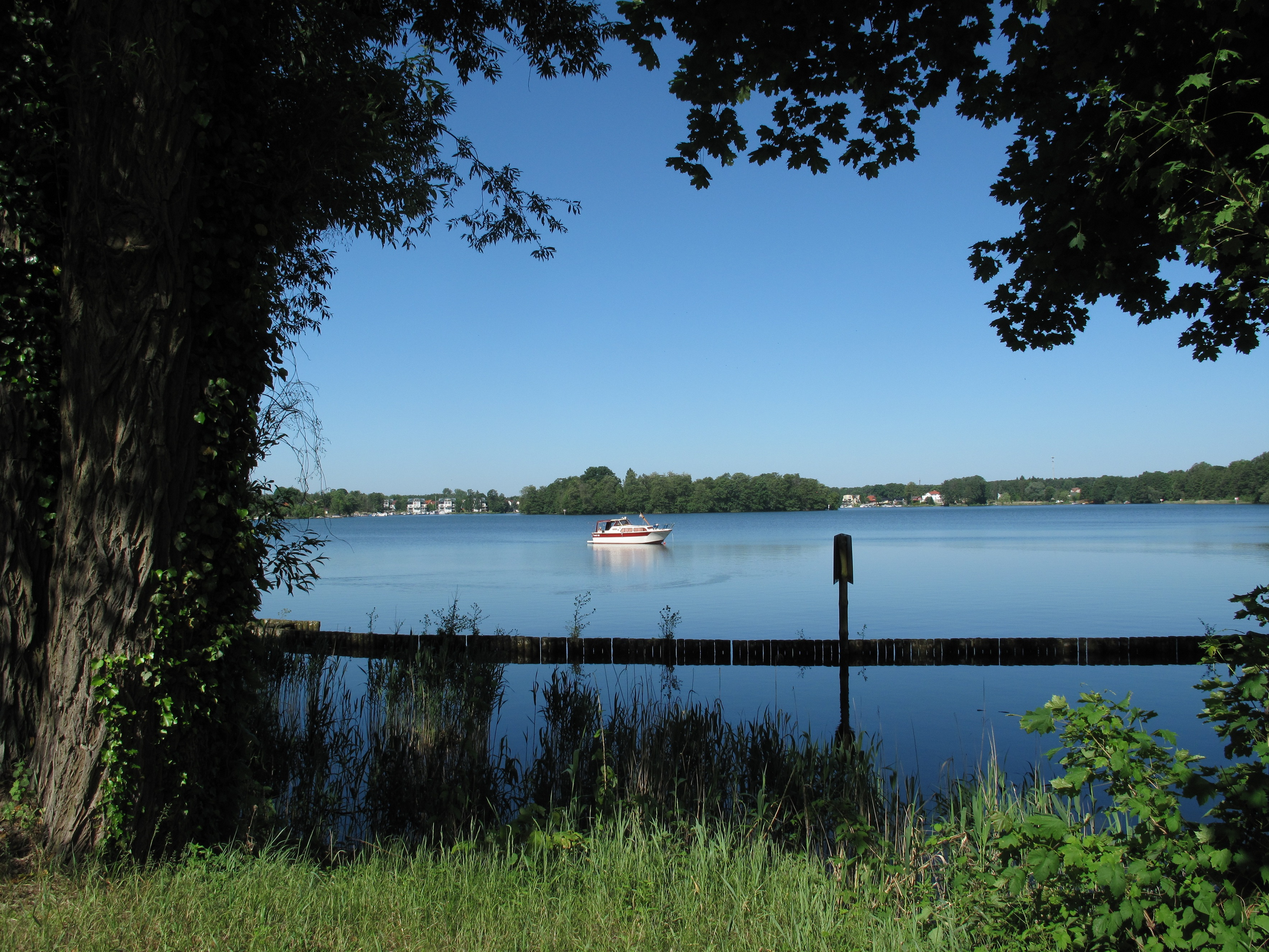
Blick vom Ostufer auf den Lindwall (Insel)

Der Werlsee ist ein 60 Hektar umfassender See in der brandenburgischen Gemeinde Grünheide im Landkreis Oder-Spree.
Der See liegt im Berliner Urstromtal am Südende der glazialen Buckower Rinne, die die Hochflächen Barnim und Lebuser Land trennt. In dieser Rinne bildet er das südlichste Glied einer dreiteiligen Seenkette, die durch kurze Flussstrecken der Neuen Löcknitz untereinander verbunden sind und die in die Löcknitz entwässert werden, einen Zufluss zur Spree. Ein Teil der Löcknitz und die Neue Löcknitz bilden zusammen die sogenannte sonstige Binnenwasserstraße des Bundes Löcknitz (Lö); zuständig ist das Wasserstraßen- und Schifffahrtsamt Spree-Havel. 2004 charakterisierte der Steckbrief nach der EG-Wasserrahmenrichtlinie (EG-WRRL) den maximal siebzehn Meter tiefen Werlsee als kalkreichen, ungeschichteten See mit relativ großem Einzugsgebiet und stufte seinen ökologischen und chemischen Gesamtzustand als mäßig (Stufe drei von fünf) ein. Funde im Grünheider Ortsteil Fangschleuse weisen darauf hin, dass der See bereits um 1000 v. Chr. besiedelt war. Im Mittelalter gehörte er zum Besitz des Zisterzienserklosters Zinna. Um 1543 ließ sich Kurfürst Joachim II. („Hektor“) auf der Seeinsel Lindwall (heute Liebesinsel) ein kleines Jagdschloss für seine Jagdausflüge in die wildreiche Grüne Heide errichten. Heute sind die Uferbereiche des Gewässers zu rund zwei Dritteln bebaut.

## Lage und Geomorphologie
Der Werlsee liegt östlich von Berlin und Erkner. Rund 1,6 Kilometer westlich führt die Bundesautobahn 10 (Berliner Ring) mit der Anschlussstelle Erkner vorbei. Das gesamte Westufer und Teile des Nord- und Südufers gehören zum Grünheider Ortsteil Fangschleuse, das Ostufer und Teile des Nord- und Südufers zu Grünheide selbst.
| \| \|                                                      |
| Werlsee (hellblau) im Südwesten der Löcknitz-Stöbber-Rinne |
|                                                            |

Das Gewässer liegt am Südausgang der Buckower Rinne (auch: Löcknitz-Stöbber-Rinne), einer glazialen Schmelzwasserrinne, die sich in den letzten beiden Phasen der Weichsel-Eiszeit zwischen dem von Toteis gefüllten Oderbruch und dem Berliner Urstromtal (heutiges Spreetal) herausgebildet hat und die Barnimplatte von der Lebuser Platte trennt. Westlich des Löcknitzlaufs sind in der Schmelzwasserrinne zwei Seenketten (Grünheider Seenkette) von Nordost nach Südwest aufgereiht.
Die südliche Kette aus Möllensee, Peetzsee und Werlsee entwässert nach Süden über die Neue Löcknitz in die Löcknitz. Die obere vierteilige Kette hingegen bildet den Unterlauf des Lichtenower Mühlenfließes, das sie – leicht gegenläufig zur dominanten Fließrichtung der Rinne und des Flusses – in östlicher Richtung weiter oben in die Löcknitz entwässert. Diese entspringt einem länglichen Tümpel in der Nähe des Forsthauses Bienenwerder und fließt von dort durch den Maxsee in westlichen und südwestlichen Richtungen. Der rund 30 Kilometer lange Fluss strömt von Kienbaum bis Fangschleuse neben der Seenkette frei mäandrierend und hat auf mehr als 20 Kilometern, insbesondere im Naturschutzgebiet Löcknitztal, natürliche Uferstrukturen behalten. Ab dem Flakensee ist sie ein Teil der Bundeswasserstraße Rüdersdorfer Gewässer und mündet dann in den Dämeritzsee der Spree, sodass sie über die Havel und Elbe in die Nordsee entwässert.

## Gewässersteckbrief und Fische
Nach einer Bestandsaufnahme im Jahr 2004 gibt der Steckbrief nach der EG-Wasserrahmenrichtlinie (EG-WRRL) für den Werlsee (Wasserkörper-Nr. 8000158278659) eine Fläche von 60 und ein Einzugsgebiet von 4474 Hektar an. Das Seevolumen beträgt 2.753.564 m³. Die maximale Tiefe liegt bei 17 Metern, die größte Länge des von Ost nach West gestreckten Gewässers bei 1215 und die größte Breite bei 647 Metern. Der LAWA-Trophieindex wird auf einer fünfstufigen Skala mit zwei (= Umweltziel 'guter Zustand' der WRRL wird erreicht) angegeben. Der Trophieindex nach LAWA (1999) fasst vier Trophie-Parameter (TP während der Frühjahrsvollzirkulation sowie die Vegetationsmittel von Chlorophyll a, Sichttiefe und TP) in einer Zahl zusammen. Dabei gehen die einzelnen Parameter in unterschiedlicher Gewichtung ein. Die Phosphorkonzentration wird mit zwei und die Qualitätskomponente Phytoplankton mit drei angegeben. Die zusammengefasste Qualitätskomponente Makrophyten/Diatomeen erhielt eine zwei, davon entfiel auf Makrophyten eine drei und auf die in der Gesamtbewertung höher gewichteten Diatomeen eine zwei. Der chemische Zustand wird mit zwei, der ökologische Zustand mit drei (= Umweltziel der WRRL wird knapp verfehlt, […] mäßiger Zustand) bewertet, woraus eine Gesamtbewertung von drei resultiert. Das Gewässer wird als kalkreicher, ungeschichteter See mit relativ großem Einzugsgebiet (Verweilzeit > 30d), Typ 10, charakterisiert.
Der See ist ein Angelgewässer, angeln vom Boot und zur Nacht ist erlaubt. Für Boote besteht in Grünheide eine Slipanlage. Im See kommen die laut Roter Liste Brandenburg im Bestand zurückgehenden Zander und, vereinzelt, Aale vor. Vereinzelt leben zudem Hechte im Gewässer; Hauptfischarten sind Karpfen, Brassen, Güstern, Barsche, Rapfen und verschiedene weitere Weißfischarten wie die Plötze.

## Geschichte

### Ersterwähnungen und Etymologie
Der See wurde, soweit bekannt, erstmals 1574 im Erbregister von Rüdersdorf mit dem Eintrag eine sehe Die Werle genandt schriftlich erwähnt. 1702 findet sich die Schreibweise Werle, 1784/85 Werll See. Das Brandenburgische Namenbuch bezieht den Namen auf die altpolabische Grundform Vorl- = Ort, wo es Adler gibt zu vorel = Adler. Eine Expertin des Leibniz-Instituts für Gewässerökologie und Binnenfischerei legt allerdings eine völlig andere Ableitung vor. Danach gehe der Name auf die im See befindliche Insel, den Lindwall, zurück. Werl, Werdel, Werder seien Synonyme germanischer Wurzel für Insel. Eine sprachliche Eigentümlichkeit, die sich auf das Löcknitz- und unterste Spreegebiet beschränkt, ist die Bezeichnung „Wall“ für Insel. Es ist naheliegend, hierin eine Aussprachevariante von Werl zu sehen.

### Frühgeschichte und Klosterbesitz

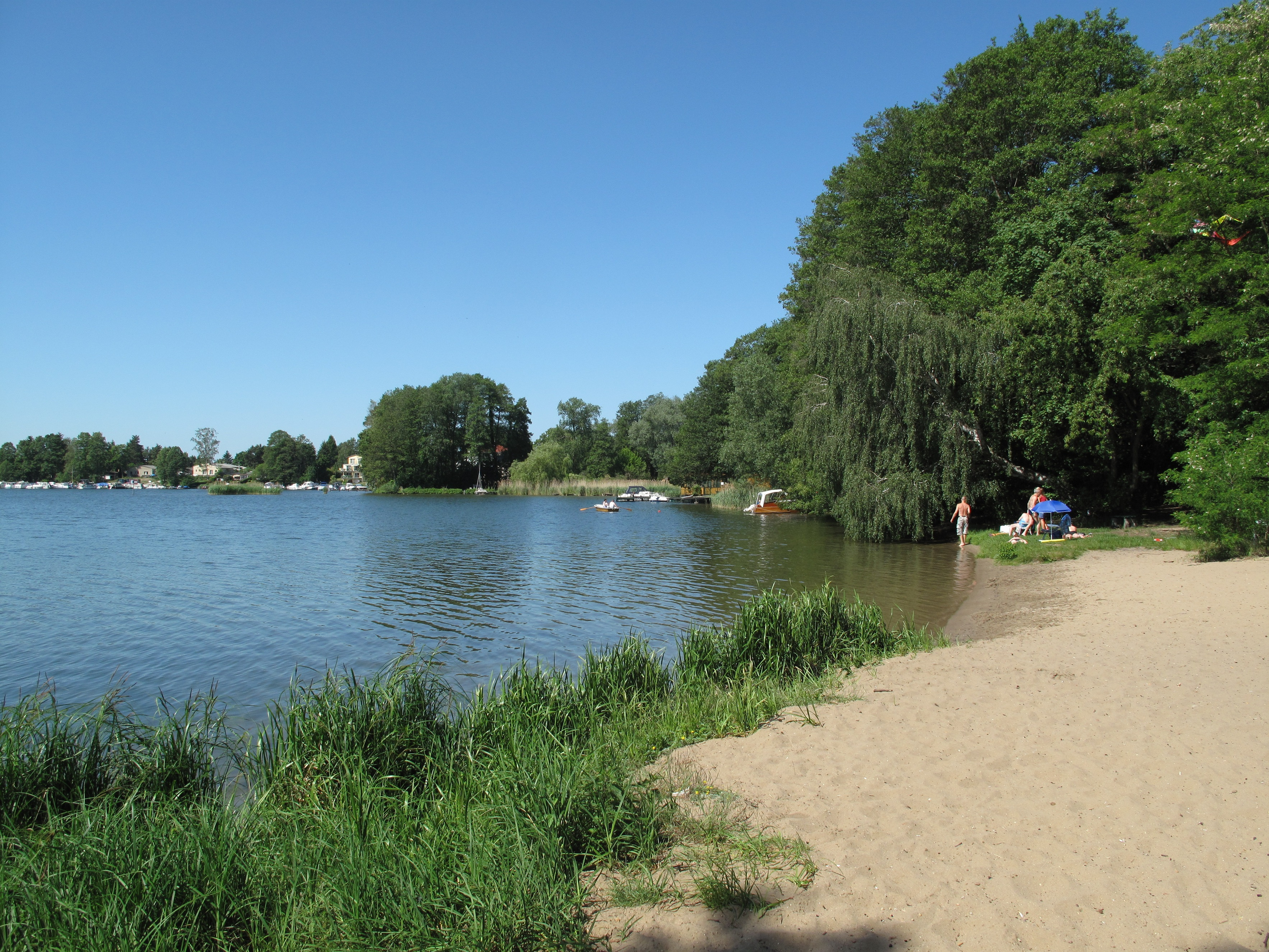
Strand am Nordufer

Bei einer Ausgrabung auf der Lindwallinsel wurde 1927 ein Rastplatz aus der jüngeren Steinzeit nachgewiesen. Aus der gleichen Epoche stammt ein kunstvoll gearbeitetes Walzenbeil, das westlich des Sees gefunden wurde. Die Funde eines Gräberfeldes in Fangschleuse und von Überresten einer Töpferwerkstatt mit acht Brennöfen am Peetzsee stammen aus der Zeit um 1000 v. Chr. Um 500 v. Chr. wurde die Altbevölkerung wahrscheinlich vom elbgermanischen Stamm der Semnonen verdrängt, der wiederum im Laufe der Völkerwanderung nach Süden zog. Ab dem 5. Jahrhundert rückten westslawische Stämme in die weitestgehend verlassenen Gebiete östlich der Elbe nach. Für das 6. Jahrhundert ist eine dichte slawische Besiedlung an den Seen nachweisbar. Im Zuge der Deutschen Ostsiedlung und nach der Gründung der Mark Brandenburg 1157 durch Albrecht den Bären ging die Region um die Seen 1247 in den Besitz des Klosters Zinna, das bereits seit 1230 den Abbau von Kalksteinen im benachbarten Kalksteinbruch Rüdersdorf vorantrieb. Mit ihren großräumigen wasserwirtschaftlichen und wasserbaulichen Maßnahmen, die den Bau zahlreicher Wassermühlen an den Fließen und Seeabläufen einschlossen, trugen die Zisterziensermönche erheblich zur Entwicklung und Aufsiedlung der Mark bei, allerdings blieben die Grünheider Seenkette und Heide bis zur planmäßigen Besiedlung unter Friedrich II. im 18. Jahrhundert dünn besiedelt. Erst Mitte des Jahrhunderts entstanden die Orte Grünheide, Alt Buchhorst, Bergluch, Gottesbrück und Fangschleuse. Die Kirche zum guten Hirten auf dem Kellerberg direkt über dem Ostufer des Sees wurde 1892 eingeweiht.

### Jagdschloss, Mühle und Holztransport
Nach der lutherischen Reformierung der Mark 1539 durch Kurfürst Joachim II. („Hektor“) wurde das Klostergut im Zuge der Säkularisation eingezogen. Die wildreiche „Grüne Heide“ wurde einem kurfürstlichen ‚Heidereuter’ unterstellt. Wie die vergleichsweise sehr späte schriftliche Ersterwähnung des Sees 1574 (siehe oben) zeigt der gleichfalls späte urkundliche Beleg der grünen Heyde von 1563, dass die Seenkette mit ihren Wäldern trotz des nah gelegenen Berlins von der wirtschaftlichen Entwicklung der Mark lange unberührt blieb. Erst 1662 verlieh der Große Kurfürst seinem Bauschreiber und dem Leibschneider seiner Gemahlin das Recht, am Kleinen Wall an der Löcknitz eine Schneidemühle anzulegen. Um 1700 legte ein Schleusenwärter und Holzfäller am Wasserlauf zwischen Werlsee und Löcknitz – zu der Zeit Faule Forth, in slawischer Zeit Mielenz genannt; heute Neue Löcknitz oder Löcknitzkanal – ein Nadelwehr an und baute sich dort ein Haus. Das Wehr sollte das Wasser der Seenkette aufstauen, um nach dem Öffnen den Transport von Baumstämmen zur Löcknitz und weiter zur Spree zu ermöglichen. Im Stau „fingen“ sich die treibenden Stämme und gaben dem Ort den Namen Fangschleuse.

### Kanalbau, Schiffergewerbe und Tourismus

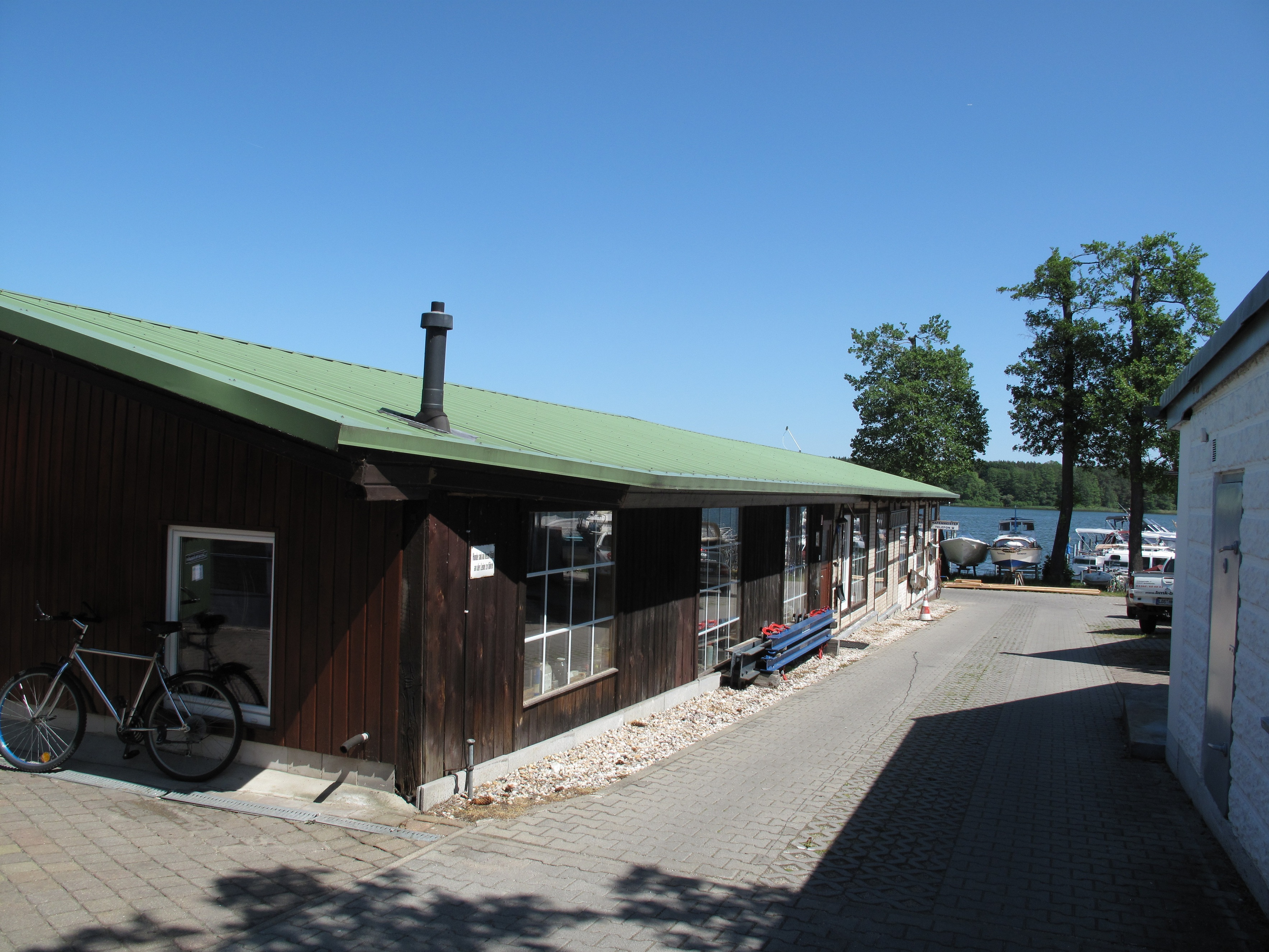
Historisches Bootshaus in Fangschleuse

Die Eröffnung der Berlin-Frankfurter Eisenbahn im Jahre 1842 mit dem Bahnhof Fangschleuse südlich des Werlsees war der erste Schritt, die Heideorte aus der Abgeschiedenheit zu befreien. In der Gründerzeit, in der das boomende Berlin große Mengen Baumaterial benötigte, wurden die Nachbarorte Rüdersdorf und Herzfelde zu Hauptlieferanten für Kalk und Ziegelsteine. Für den Transport auf dem Wasserweg wurde die Grünheider Seenkette zwischen 1873 und 1875 mit Anschluss an die Spree schiffbar gemacht. Der Bau des Löcknitzkanals kurz vor dem Ersten Weltkrieg ermöglichte den Kiestransport mit größeren Lastkähnen von einer Kiesgrube, die durch einen Stichkanal mit dem Möllensee verbunden wurde. Diese Entwicklung führte zum Aufschwung des Schiffergewerbes in Grünheide und am Werlsee. Um 1900 gab es im Ort etwa 70 Schifferfamilien. Nach dem Ende dieser Periode bot der zunehmende Naherholungstourismus wirtschaftlichen Ersatz, der 1882 mit dem Anschluss Erkners an den Berliner Vorortverkehr und mit der Eröffnung des Personendampferverkehrs auf die Berlin umgebenden Gewässer begonnen hatte. Der Reiz, den die Grünheider Seen- und Waldlandschaften auf die Berliner ausüben, ist auch in den 2010er-Jahren ungebrochen. Die beiden Strände am See (Nord- und Südufer) sind feinsandig, dabei zieht sich am Nordstrand eine große Sandfläche von einem Hang hinunter zum See. Über dem Nordstrand wurde ein Kletterwald (Hochseilgarten) angelegt. In Fangschleuse gibt es am Abfluss des Löcknitzkanals eine 1893 gegründete Bootswerft, die heute ein Bootshaus mit einem Yachthafen betreibt. Mit Stand 2007 lebten um den See rund 3500 Bewohner.